# 海峽兩岸醫藥衛生合作協議
海峽兩岸醫藥衛生合作協議由海峽兩岸關係協會會長陳雲林與臺灣海峽交流基金會董事長江丙坤在2010年第六次陈江会谈期间，于12月21日下午在臺北簽署。这是分别代表雙方首次對於醫藥衛生問題進行簽署合作協議。

## 内容
协议共六章三十条，宗旨是：維護人的健康價值，保障海峽兩岸人民健康權益，促進兩岸醫藥衛生合作與發展。根據海基會公布，這次協議內容囊括五大領域：
1. 傳染病防治；
2. 醫藥品安全管理及研發；
3. 中醫藥研究與交流及中藥材安全管理；
4. 緊急救治；
5. 雙方同意的其他領域。

## 後續效果

### 醫藥衛生層面
兩岸的交流越來越頻繁，互動也很密切。不過，一直到江陳第六會終於有機會針對民眾最關心、也最切身的醫藥衛生問題，
進行交流協商。最大的意義，在於對國人健康的影響，可以回想H1N1流行期間，兩岸第一時間，沒有對的窗口，彼此互通訊息、合作研擬防治的辦法。不過同樣的情況在「兩岸醫藥衛生合作協議」通過之後，我想狀況截然不同，傳染病防治工作小組一旦成立，未來兩岸會有專門的窗口，對疫情進行通報；另外，兩岸貿易商品，特別是中藥材、醫藥品也在這次協議中訂定安全事件協處機制，保障民眾健康。

### 產業發展
協議簽屬之後，另一項重大的影響，就是台灣醫藥產業發展。民間單位-生策會在2007年促成「生技新藥產業發展條例」，讓符合生技條例的公司可以享有租稅的優惠等激勵措施，另外2009年的鑽石行動方案中的「健康照護升級白金方案」、「精緻農業健康卓越發展方案」都是生技業的激勵因子。不過現實的問題是台灣的內需市場太小。以學名藥為例，IMS Health統計，每年市場複合成長率10%，到了2012年全球暢銷藥將有1160億美元專利藥到期，可以想見又是各大藥廠必爭的一塊大餅，台灣雖然有超過160個CGMP的藥廠，不過多以內需市場為主，無法應付全球化的競爭，一定要積極轉型、開拓國際市場才是生存之道。而大陸13億人口市場，從2009~2011連續三年的醫改帶來龐大的商機，是產業很好的發揮空間。尤其藉這個機會還可能利用對大陸地理、人文、法制上的優勢吸引全球大型生技企業來台投資，強化產業競爭力。

### 其他
2021年2月24日，国台办举行新闻发布会，有台湾媒体记者询问协议现在是否还有效，是否可以通过这份协议进口大陆疫苗？发言人表示，《两岸医药卫生合作协议》仍然在执行。在使用大陆疫苗这个问题上，症结在于民进党当局的政治操弄。